# Mason (Ohio)
Mason é uma rica cidade localizada no estado norte-americano de Ohio, no Condado de Warren. Muitos artistas da música costumam ter suas mansões por lá.

## Demografia
Segundo o censo norte-americano de 2000, a sua população era de 22.016 habitantes.
Em 2006, foi estimada uma população de 29.491, um aumento de 7475 (34.0%).

## Geografia
De acordo com o United States Census Bureau tem uma área de
45,7 km², dos quais 45,6 km² cobertos por terra e 0,1 km² cobertos por água. Mason localiza-se a aproximadamente 247 m acima do nível do mar.

## Localidades na vizinhança
O diagrama seguinte representa as localidades num raio de 12 km ao redor de Mason.